# Ferdinando Nuzzi
Ferdinando Nuzzi (ur. 10 września 1645 w Orte, zm. 1 grudnia 1717 w Orvieto) – włoski kardynał.

## Życiorys
Urodził się 10 września 1645 roku w Orte, jako syn Giacoma Nuzziego i Marianny Persiani. Studiował na La Sapienzy, gdzie uzyskał doktorat utroque iure. Po przyjęciu święceń, został referendarzem Trybunału Obojga Sygnatur i klerykiem Kamery Apostolskiej. 7 czerwca 1706 roku został tytularnym arcybiskupem Nicei, a wkrótce potem – asystentem Tronu Papieskiego. 16 grudnia 1715 roku został kreowany kardynałem prezbiterem i otrzymał kościół tytularny Santa Pudenziana. Rok później został arcybiskupem ad personam Orvieto. Zmarł tamże 1 grudnia 1717 roku.